# 天廚四
天龍座ρ，又名BD+67 1222，HD 190940、SAO 18676、HR 7685，是天龍座的一颗恒星，视星等为4.51，位于銀經100.7，銀緯18.64，其B1900.0坐标为赤經20h 2m 22.1s，赤緯+67° 18.64′ 18″。